# Néstor Ortiz
Néstor Ortiz Meña (ur. 20 września 1968 w Turbo) – piłkarz kolumbijski grający na pozycji obrońcy.

## Życiorys
Ortiz przez niemal całą karierę związany był z jednym klubem, Once Caldas, w którym nie odniósł jednak znaczących sukcesów. Karierę kończył w wenezuelskim Carabobo FC, a barwach którego wystąpił między innymi w 2004 roku w Copa Sudamericana.
W 1994 roku Ortiz był członkiem reprezentacji Kolumbii na Mistrzostwa Świata w USA. W kadrze prowadzonej przez selekcjonera Francisco Maturanę nie wystąpił jednak ani minuty, a Kolumbia nie wyszła wówczas z grupy, w której zajęła ostatnie miejsce.